# Блу Појнт (Њујорк)
Блу Појнт (енгл. Blue Point) насељено је место без административног статуса у америчкој савезној држави Њујорк.

## Демографија
По попису из 2010. године број становника је 4.773, што је 366 (8,3%) становника више него 2000. године.
| Група             | 2000.         | 2010.         |
| Белци             | 4.122 (93,5%) | 4.402 (92,2%) |
| Афроамериканци    | 30 (0,7%)     | 36 (0,8%)     |
| Азијати           | 47 (1,1%)     | 79 (1,7%)     |
| Хиспаноамериканци | 192 (4,4%)    | 200 (4,2%)    |
| Укупно            | 4.407         | 4.773         |